# Braives
Braives (en való Braive) és un municipi belga de la província de Lieja a la regió valona. Comprèn les viles de Ciplet, Avennes, Latinne, Tourinne, Fallais, Fumal, Ville-en-Hesbaye i Braives, i els llogarets de Hosdent a Latinne, Pitet a Fallais i Foncourt a Fumal.